# Гласнович, Йосип
Йосип Гласнович (хорв. Josip Glasnović; род. 7 мая 1983 года) — хорватский стрелок, специализирующийся в дисциплинах трап и дубль-трап. Олимпийский чемпион 2016 года. Кавалер ордена Утренней звезды Хорватии с ликом Франьо Бучара (2016).

## Карьера
Йосип Гласнович родился в Загребе в семье известного стрелка и тренера Франьо Гласновича. Занимается спортом с 1998 года, представляет клуб G.A.J. Старший брат Антон также стрелок, участник Олимпиады в Лондоне.
Первый успех к Йосипу пришёл в 2000 году, когда он стал третьим в дисциплине «дубль-трап» на молодёжном чемпионате Европы в Италии.
В 2005 году в составе хорватской сборной завоевал бронзовые медали чемпионате мира по стендовой стрельбе, а спустя два года завоевал первую личную медаль на чемпионатах Европы, став третьим в испанской Гранаде.
В 2008 году дебютировал на Олимпийских играх и даже смог пробиться в финальный раунд. Там он разделил с тремя спортсменами третье место, но в перестрелке уступил медаль, став пятым.
На Олимпиаду в Лондоне Гласнович не отобрался, проиграв конкуренцию за место в составе брату Антону и Джованни Черногорацу, который стал олимпийским чемпионом. Год спустя на европейском первенстве стал абсолютным чемпионом, выиграв как личные соревнования, так и командные.
На Олимпиаде в Рио-де-Жанейро Гласнович в квалификации допустил всего 5 промахов и разделил 2-3 места с англичанином Лингом. Идеально отстреляв полуфинал хорват вышел в финал, где его соперникам стал легендарный итальянец Пельелло. Оба спортсмена допустили по два промаха, а в перестрелке итальянец ошибся в четвёртом выстреле, что принесло Гласновичу золотую медаль, вторую подряд для Хорватии в трапе.
Йосип использует ружьё модели Beretta DT 11

## Спортивные результаты
| Соревнования/Год                           | 2000 | 2001 | 2002 | 2003 | 2004 | 2005 | 2006 | 2007 | 2008 | 2009 | 2010 | 2011 | 2012 | 2013 | 2014 | 2015 | 2016 | 2017 | 2018 | 2019 | 2021 |
| ------------------------------------------ | ---- | ---- | ---- | ---- | ---- | ---- | ---- | ---- | ---- | ---- | ---- | ---- | ---- | ---- | ---- | ---- | ---- | ---- | ---- | ---- | ---- |
| Летние Олимпийские игры                    |      |      |      |      |      |      |      |      | 5    |      |      |      |      |      |      |      | 1    |      |      |      |      |
| Чемпионаты мира (личные соревнования)      |      | 18   |      |      |      | 3    | 52   | 55   |      | 22   | 26   | 18   |      |      | 26   | 41   |      | 71   | 57   | 12   |      |
| Чемпионаты мира (командные соревнования)   |      |      |      |      |      |      |      |      |      |      | 8    |      |      |      | 7    |      |      |      | 5    |      |      |
| Чемпионаты Европы (личные соревнования)    | 16   | 31   | 11   | 10   |      |      | 14   | 3    | 35   | 14   | 20   | 15   | 3    | 1    | 41   | 6    | 2    | 2    | 14   | 4    | 42   |
| Чемпионаты Европы (командные соревнования) |      |      |      |      |      |      |      |      |      | 2    |      |      | 1    | 1    | 3    |      | 1    | 2    |      | 2    | 3    |
| Финал Кубка мира                           |      |      |      |      |      |      |      |      |      |      | 7    |      |      | 7    | 5    | 10   |      |      |      | 4    |      |